# Dea Loher
Dea Loher (* 20. dubna 1964, Traunstein, Bavorsko) je významná německá dramatička a prozaička.

## Život a dílo
Po maturitě studovala germanistiku a filozofii na Mnichovské univerzitě. Posléze studovala, pod vedením literáta Heinera Müllera, tvůrčí psaní na Hochschule der Künste v Berlíně. Žije jako spisovatelka na volné noze v Berlíně.

### Publikační činnost (výběr)
- Bugatti taucht auf: Roman. Göttingen: Wallstein Verlag, 2012. 208 S. (Pozn.: V roce 2012 byla za tento román v tzv. širší nominaci na Německou knižní cenu[5])
- Hundskopf: Erzählungen. Göttingen: Wallstein Verlag, 2005. 114 S.

#### Libreto
- Licht. Opera. hudba: Wolfgang Böhmer (premiéra: Neuköllner Oper Berlín, 2004)

### České překlady
- Tetování; Modrovous - naděje žen; Adam Geist; Klářiny vztahy; Třetí sektor: pět divadelních her. 1. vyd. Brno: Větrné mlýny, 2004. 461 S. Překlad: Petr Štědroň